# Domnin, Sălaj
Domnin este un sat în comuna Someș-Odorhei din județul Sălaj, Transilvania, România.

## Istorie
În concordanță cu Schița monografică a Sălagiului din 1908, localitatea avea 900 greco-catolici. Pe la 1722 erau 36 familii romanesti, avand preot greco-catolic pe Maftei.

## Toponomie
Denumiri topice din hotarul satului Domnin:
În trecut, hotarul satului Domnin a fost împărțit in 5 furdulauă (trupuri de hotar): Poieni (cu expunere sudică, spre satul Șoimuș), Tiznic (expunere sud-vestică), Față (cu expunere vestică), Fânață/e (cu expunere nordică), Dosul Bârsei (cu expunere estică și sudică).
În afara de aceste furdulauă, mai erau câteva parcele situate pe lângă sat, având următoarele denumiri: Dedița, Țighireaua, Toag, Turnu Dejii, Dumbrava, Recea, Călina, Păiuș, Via lui Cocean, După Grădini, Râpa Nădișanului, Via lui Bulbuc, Dos, Borte, Dealu' Nucilor, Vâlcei, Dogăreana, Lupiște, Din sus de sat, Brazi, Dealu' Barcului, Rilai, Șutăița, Coaste, Izvorul la piatră, Gyugărie, Curătura, Pomi, Râpa Cucului, Părăul lui Nicoară, Dealu’ Budoaiei, Râturi, Toporul, Fântâna Hulpii.
Furdulăul Poieni cuprinde următoarele subdiviziuni: Cerâșiori, Capona, Șura lui Janghi, Rupturi, Râpa Șuteului, Râpa lui Lebeș, Arțarii Odeanului, Lac, Sub Druța, Mijlocu’ Poienilor, Valea Poienilor, După Curătură, Via lui Dragoș, Punte, După Pădurea Școlii, La Mărul Jendarului, Viile Poienilor, Râpa lui Poivan, Via Coronașului, Râpa Tomii, Via Rusului.
Furdulăul Tiznic include următoarele subdiviziuni: Coada Viei, Făjețel, Coaste, Fundătură, Viile Tiznicului, Hârbuț, Părăul Cracului, Dealul Roșu, Via Langului, Râpa Pitosului, Râpa Florii, Pădurea Sârbului, Stupinița, Hagău, Gozuri, Coastea Vinții, Vătaștina, Podu' Sălajului, Valea Tiznicului, Tăuri, Via Bocăului, Râpa lui Gorița lui Iuănu' l(u)i Șimon, Fânațele Șimoșului, Iclejia Popii, Ursoaia.
În furdulăul Față sunt următoarele denumiri topice: Dealu’ Feții, Peri, Țarini, Fântâna Picului, Corni, Râtu’ lui Iștoc, Coastea Sarhizii, Râtu’ Neamțului, Mijlocul Fețelor, Muncel, Terase, Via lui Iuănaș, Dealu’ lui Iștoc, Tăurile lui Peiter.
În furdulăul Fânață sunt următoarele subdiviziuni: Dealu’ Fânațălor, Răchițile Coratorilor, Scoruși, Tufoi, Grebloasa, Prunii Filerului, Prunii lui Iuănu l(u)i Zaharie, Nucuț, Pădurea Dănilii, Între Păduri, Barc, Prunii lui Bulbuc, Budalău, Sub Lunci, Iștocoaia, Râtu’ Herții, La Părău’ Sălățigului.
În furdulăul Dosu’ Bârsei sunt următoarele subdiviziuni: Sonde, Toagu’ Vilii.

## Personalități
- Ioan Ciocian (n. 23 ianuarie 1949), istoric
- Cornel Grad (n. 30 ianuarie 1949), istoric

## Biserica

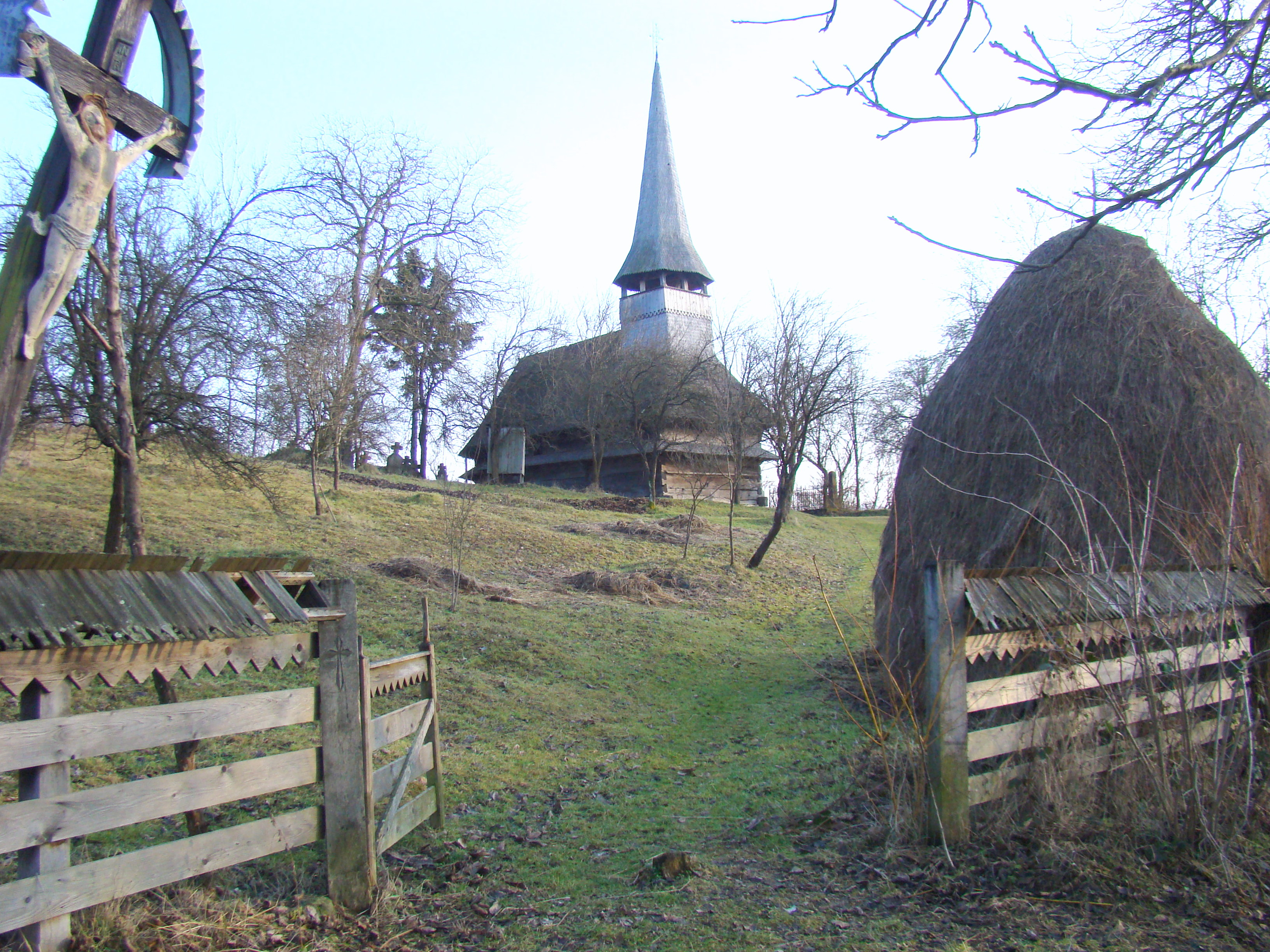
Biserica de lemn din Domnin

Potrivit legendei, biserica din Domnin a fost construită în secolul XVIII (1753) de către patru meșteri (un bătrân cu cei trei fii ai săi) din satul Vărai, județul Maramureș. După unele surse, lemnele din care este făcută biserica provin chiar de pe locul acesteia, dar sunt și informații conform cărora lemnele ar fi fost aduse din pădurea de pe Dumbravă, cu ajutorul boilor.
Biserica este confecționată din lemn masiv de stejar (cea mai îngustă grindă este de 50 cm) și este acoperită cu șindrilă din lemn de brad, iar, în interior, pereții pronaosului, naosului și altarului sunt acoperiți cu picturi. La terminarea construcției, tatăl și unul dintre fii au fost plătiți și s-au înapoiat în satul lor, iar ceilalți fii au primit o întinsă suprafață de pământ în hotarul satului, la Recea. Astfel a rămas în sat numele de familie Ciocian. Analizând genealogia familiilor de Cioceni, putem deduce că numele unuia dintre constructori era Petru. Exemplu: Ciocian Theodor a(l) Petrii, Ciocian Dumitru a(l) Tănăsiei Petrii, Ciocian Isidor a(l) lui Ionu’ Petrii etc.
În această biserică s-au oficiat slujbe până în anul 1986, iar de atunci, în fiecare an, la Buna Vestire. Biserica (singura cu streașină dublă din Sălaj) a fost restaurată în anii 1999-2000 și este vizitabilă.

## Imagini

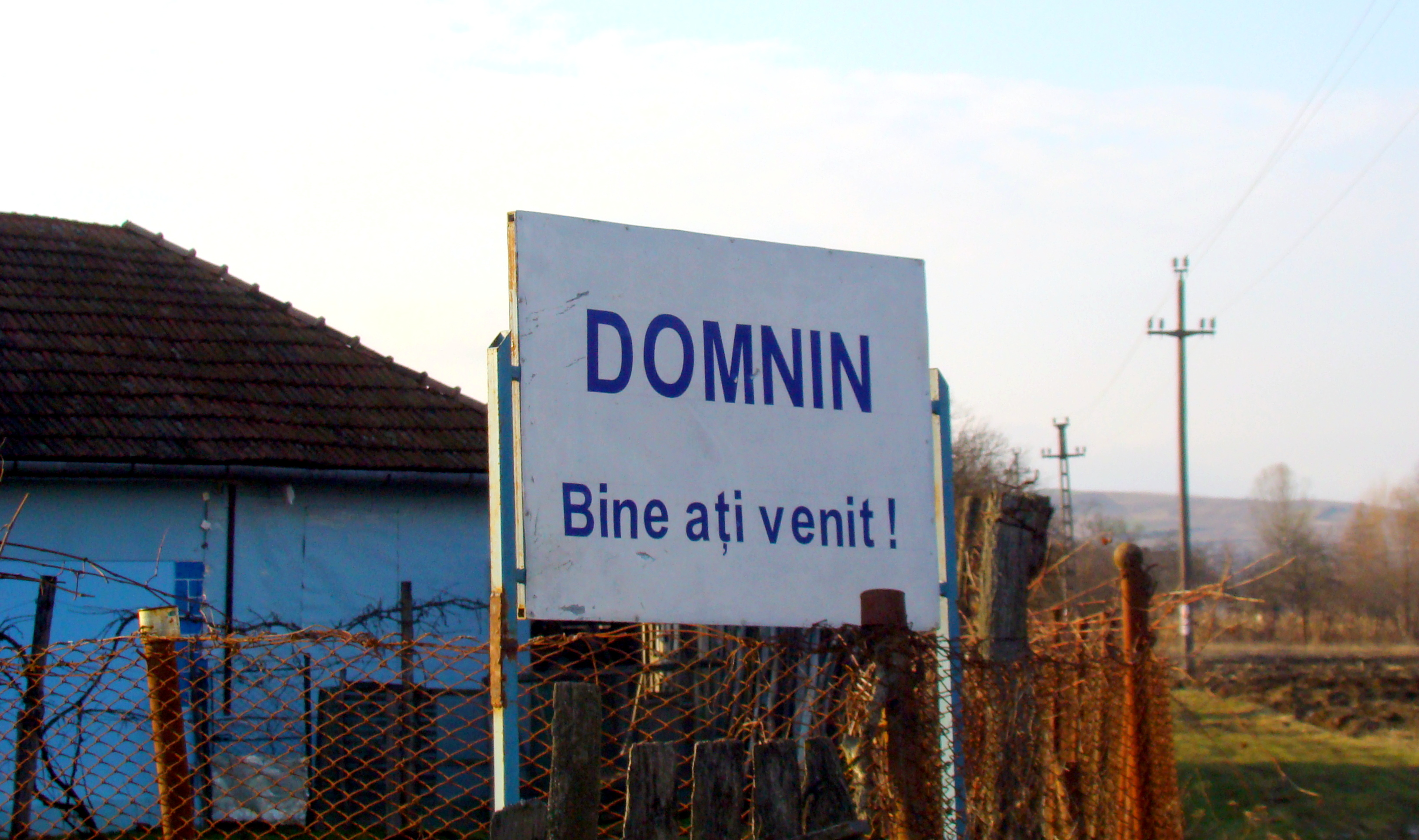
Intrarea în localitate
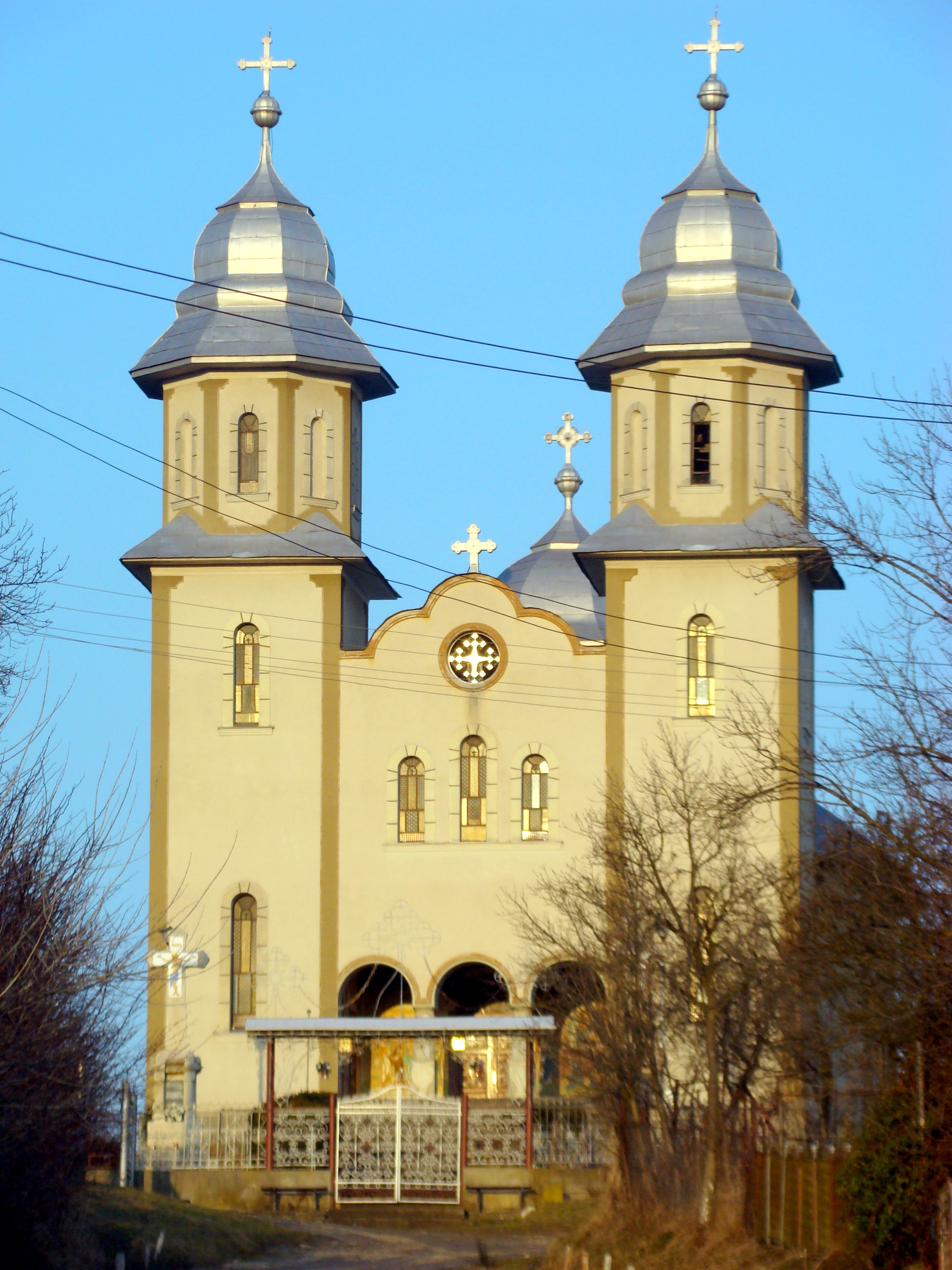
Biserica ortodoxă
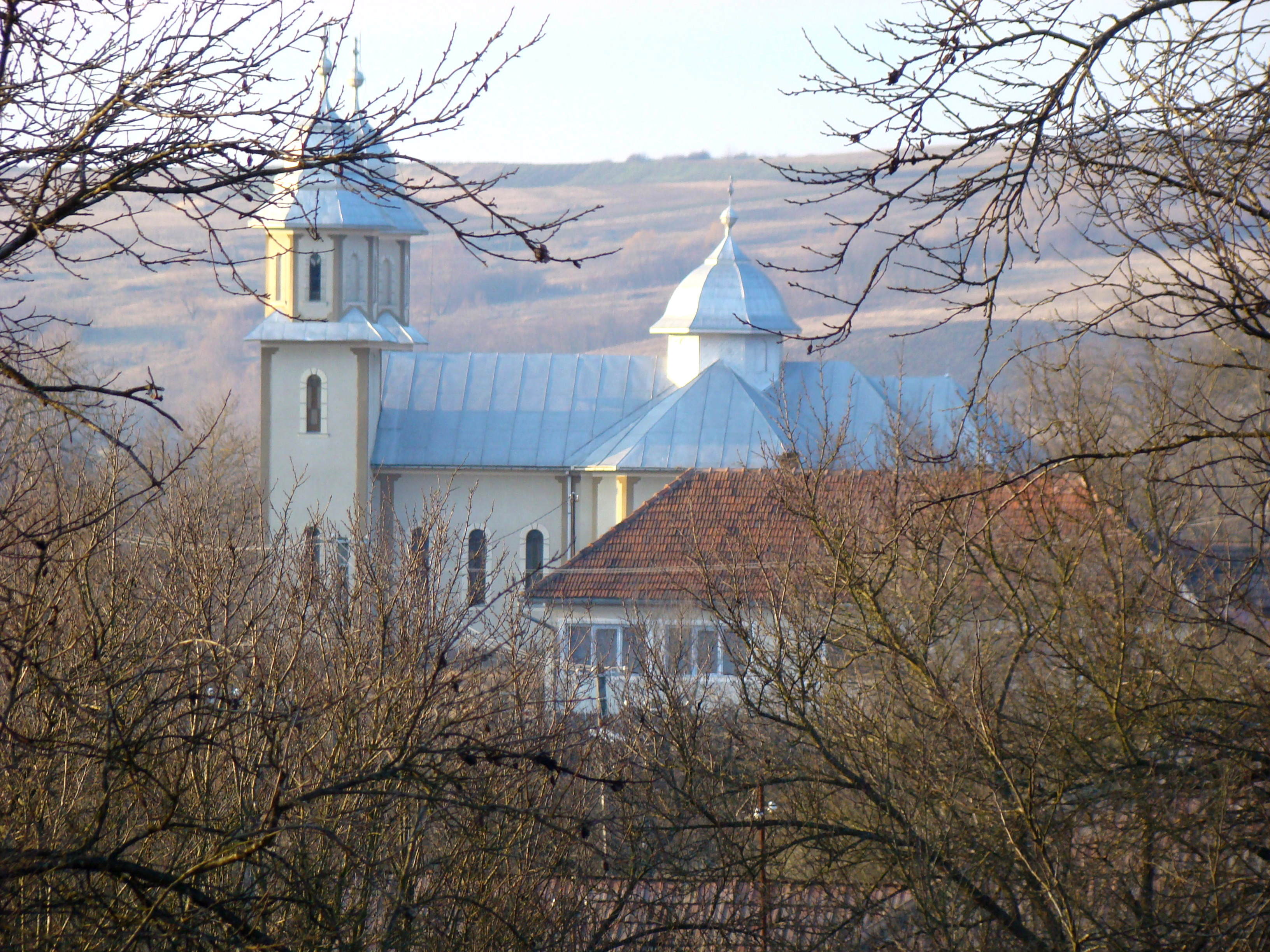
Biserica ortodoxă
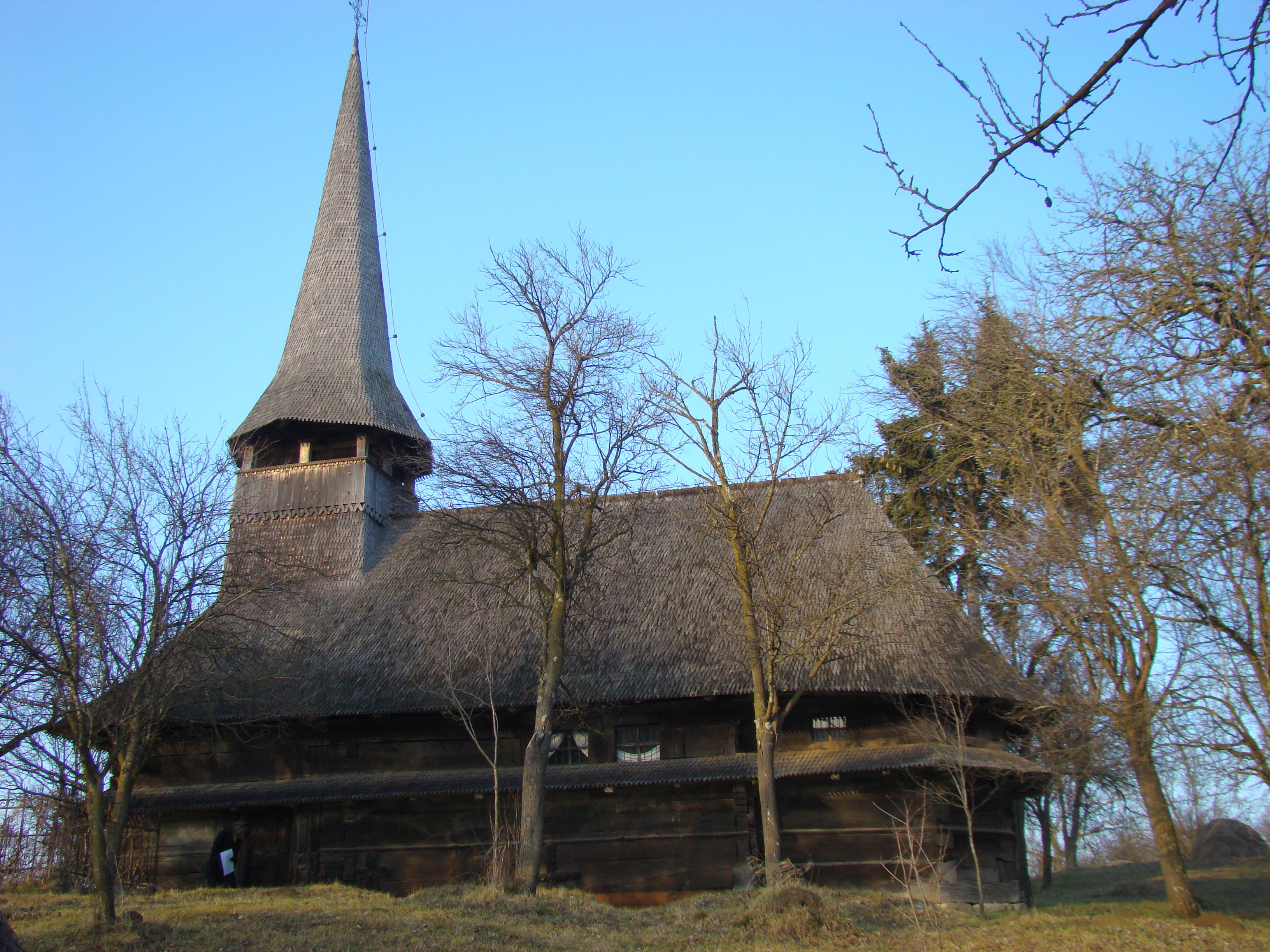
Biserica de lemn (monument istoric)